# النور هولم

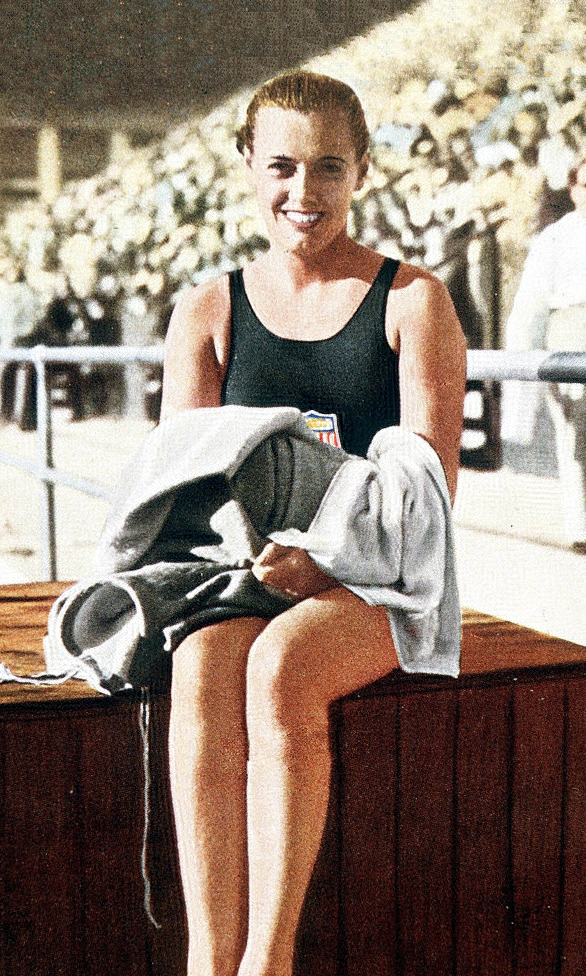

النور هولم (انگلیسی: Eleanor G. Holm; زادهٔ ۶ دسامبر ۱۹۱۳ - درگذشته ۳۱ ژانویهٔ ۲۰۰۴) یک شناگر و هنرپیشه اهل ایالات متحده آمریکا است.
از فیلم‌های او می‌توان به انتقام تارزان اشاره نمود.